# Faramea anisocalyx
Faramea anisocalyx är en måreväxtart som beskrevs av Eduard Friedrich Poeppig. Faramea anisocalyx ingår i släktet Faramea och familjen måreväxter.

## Underarter
Arten delas in i följande underarter:
- F. a. anisocalyx
- F. a. schwackei